# Royston (Georgia)
Royston is een plaats (city) in de Amerikaanse staat Georgia, en valt bestuurlijk gezien onder Franklin County en Hart County en Madison County.

## Demografie
Bij de volkstelling in 2000 werd het aantal inwoners vastgesteld op 2493.
In 2006 is het aantal inwoners door het United States Census Bureau geschat op 2700, een stijging van 207 (8,3%).

## Geografie
Volgens het United States Census Bureau beslaat de plaats een oppervlakte van
8,9 km², geheel bestaande uit land. Royston ligt op ongeveer 274 m boven zeeniveau.

## Plaatsen in de nabije omgeving
De onderstaande figuur toont nabijgelegen plaatsen in een straal van 20 km rond Royston.